# Roc de Sant Miquel
El Roc de Sant Miquel és una muntanya de 1.302 metres d'altitud que es troba a cavall dels termes municipals de Tírvia i de Vall de Cardós (antic terme de Ribera de Cardós), a la comarca del Pallars Sobirà.
Està situat a l'extrem sud-oriental del terme de Vall de Cardós i al nord del de Tírvia. Queda a migdia del Turó de Fleco.